# اسکات مکافی
اسکات مکافی (انگلیسی: Scott McAfee؛ ‎/ˈmækəfiː/‎؛ زادهٔ ۲۹ سپتامبر ۱۹۸۱) یک صداپیشه و هنرپیشه اهل ایالات متحده آمریکا است.

## گزیدهٔ آثار

### سینما
- سرزمین قبل از تاریخ ۴: سفر از طریق مه (۱۹۹۶)
- داستان اسباب‌بازی (۱۹۹۵)
- سرزمین قبل از تاریخ ۳: زمان زیادی (۱۹۹۵)
- سرزمین قبل از تاریخ ۲: ماجراهای دره بزرگ (۱۹۹۴)
- فرار نیمه‌شب (۱۹۸۸)

### تلویزیون
- یاکو و واکو[۱] (۱۹۹۵)
- بتمن: مجموعه پویانمایی[۱] (۱۹۹۴)